# Нюгмас
Нюгмас — река в России, протекает по Архангельской области. Устье реки находится в 41 км по правому берегу реки Кодима. Длина реки составляет 73 км. Площадь водосборного бассейна — 282 км².

## Притоки
От устья к истоку:
- 7 км: ручей Девятинский Исток (лв.)[2]
- Сшивец (пр.)[3]
- Барсук (пр.)[3]
- Исток (пр.)[3]

По левому берегу также имеет в водосборе озёра Большое, Паозеро и Кодшивальское.

## Данные водного реестра
По данным государственного водного реестра России относится к Двинско-Печорскому бассейновому округу, водохозяйственный участок реки — Северная Двина от впадения реки Вычегда до впадения реки Вага, речной подбассейн реки — Северная Двина ниже места слияния Вычегды и Малой Северной Двины. Речной бассейн реки — Северная Двина.
Код объекта в государственном водном реестре — 03020300112103000027791.